# فرانك كابرا
كان فرانك راسل كابرا (اسمه عند الولادة فرانشيسكو روزاريو كابرا، من مواليد 18 مايو عام 1897، وتوفي في 3 سبتمبر من عام 1991) مخرجًا ومنتجًا وكاتبًا إيطاليًا أمريكيًا. لعب كابرا دورًا فعالًا وخلاقًا في دفع بعض الأفلام الكبرى التي حازت على العديد من الجوائز في فترة ثلاثينيات وأربعينيات القرن العشرين. دفعت قصةُ انتقال كابرا، الذي ولد في إيطاليا ونشأ في لوس أنجلس منذ سن الخامسة، من حياة الفقر إلى الثراء، بعضَ المؤرخين السينمائيين كإيان فرير إلى اعتباره «تجسيدًا للحلم الأمريكي».
أصبح كابرا واحدًا من أكثر المخرجين نفوذًا في أمريكا خلال الثلاثينيات من القرن العشرين، إذ فاز بثلاث جوائز أوسكار لأفضل مخرج من أصل ستة ترشيحات، ورشحت أفلامه أيضًا لتسعة جوائز أوسكار في مجالات أخرى فازت بثلاثة منها. كان من بين الأفلام الرائدة لفرانك كابرا: إت هابيند ون نايت (حدث ذات ليلة) عام 1934، وفيلم يو كانت تيك إت ويذ يو (لا يمكنك أن تأخذها معك) لعام 1938، وفيلم مستر سميث غوز تو واشنطن (السيد سميث يذهب إلى واشنطن) لعام 1939، رُشح كابرا لجائزتي أوسكار لأفضل مخرج وأفضل منتج عن كل من الأفلام الثلاث آنفة الذكر، وفاز بالجائزتين معًا عن أول فيلمين. خدم كابرا، خلال الحرب العالمية الثانية، في سلاح الإشارة التابع للجيش الأمريكي، وأنتج أفلامًا دعائية، كسلسلة أفلام واي وي فايت (لماذا نقاتل).
تراجعت مسيرة كابرا المهنية بعد الحرب العالمية الثانية، ويعود ذلك إلى ضعف أداء أفلامه اللاحقة عند طرحها لأول مرة، كفيلم إتس آ ووندرفول لايف (إنها حياة رائعة) الصادر عام 1946. أعاد النقاد، في العقود التي تلت ذلك، النظر في فيلم إنها حياة رائعة وجميع أفلام كابرا الأخرى بشكل عام، وازدادت تقييماتها الإيجابية. بعيدًا عن العمل في مجال الإخراج، كان كابرا ناشطًا في مجال صناعة السينما، وشارك في العديد من الأنشطة السياسية والاجتماعية. شغل كابرا منصب رئيس أكاديمية فنون وعلوم الصور المتحركة، وعمل مع نقابة الكتاب الأمريكية، وكان رئيسًا لنقابة المخرجين الأمريكيين.

## بدايات حياته المهنية

### أفلام الكوميديا الصامتة
قرأ كابرا، خلال الفترة التي عمل فيها في مجال بيع الكتب -وكان حينها مفلسًا تقريبًا- مقالًا في إحدى الصحف يتحدث فيه الكاتب عن افتتاح استوديو سينمائي جديد في سان فرانسيسكو. اتصل كابرا بأصحاب الاستوديو، وأخبرهم عن انتقاله من هوليوود، وألمح لهم -كذبًا- إلى امتلاكه الخبرة في مجال صناعة الأفلام الناشئة. كانت المرة الوحيدة التي تعامل فيها كابرا مع مهنة صناعة الأفلام في عام 1915، خلال فترة التحاقه بمدرسة الفنون اليدوية. أُعجب مؤسس الاستوديو، والتر مونتاج، بكوبرا، وعرض عليه مبلغ 75 دولارًا لإخراج فيلم صامت بشريط واحد. تمكن كابرا من صناعة الفيلم، بمساعدة المصور، خلال يومين اثنين، واستعان بعدد من الهواة لأداء شخصياته.
شرع كابرا، بعد فرصته الأولى آنفة الذكر في مجال صناعة الأفلام، ببذل الجهود في سبيل إيجاد فرصة مماثلة بنفس المجال. عمل كابرا في استوديو بسيط آخر في سان فرانسيسكو، وتلقى لاحقًا عرضًا للعمل مع المنتج هاري كون في الاستوديو الجديد الخاص به الذي افتتحه في لوس أنجلوس. عمل كابرا، خلال هذه الفترة، كخازن لأدوات التمثيل، وككاتب أفلام، ومولّف للشرائط السينمائية، وكاتب عناوين، ومخرج مساعد.

## روابط خارجية
- فرانك كابرا على موقع IMDb (الإنجليزية)
- فرانك كابرا على موقع الموسوعة البريطانية (الإنجليزية)
- فرانك كابرا على موقع روتن توميتوز (الإنجليزية)
- فرانك كابرا على موقع ألو سيني (الفرنسية)
- فرانك كابرا على موقع ميوزك برينز (الإنجليزية)
- فرانك كابرا على موقع تيرنر كلاسيك موفيز (الإنجليزية)
- فرانك كابرا على موقع أول موفي (الإنجليزية)
- فرانك كابرا على موقع قاعدة بيانات برودواي على الإنترنت (الإنجليزية)
- فرانك كابرا على موقع قاعدة بيانات الأفلام السويدية (السويدية)
- فرانك كابرا على موقع إن إن دي بي (الإنجليزية)